# Land- und Stadtgericht Darkehmen

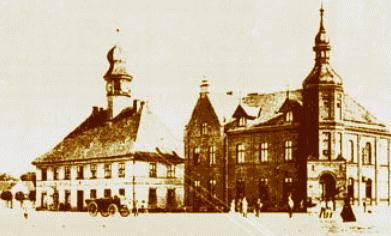
Rathaus von Darkehmen, Sitz des Gerichtes

Das Land- und Stadtgericht Darkehmen war von 1830 bis 1849 ein preußisches Land- und Stadtgericht mit Sitz in der Stadt Darkehmen in der Provinz Preußen.

## Geschichte
In Darkehmen bestand bis 1830 das Stadtgericht Darkehmen und das Justizamt Darkehmen. 1839 wurde daraus das Land- und Stadtgericht Darkehmen gebildet. Es war ein Gericht 2. Klasse (später 1. Klasse) im Sprengel des Oberlandesgerichts Insterburg. 
Sein Gerichtsbezirk umfasste die Stadt Darkehmen mit 2205 Gerichtseingesessenen und 189 Ortschaften mit 17.860 Gerichtseingesessenen (zusammen also 20.065 Gerichtseingesessene). Am Gericht waren ein Land- und Stadtrichter, ein Assessor und fünf weitere Mitarbeiter beschäftigt. Sitz des Gerichtes war im Rathaus der Stadt.
Nach der Märzrevolution wurden 1849 einheitlich Kreisgerichte gebildet. In Darkehmen entstand das Kreisgericht Darkehmen.